# Грађански блок 381
Грађански блок 381 је бивша опозициона политичка коалиција у Србији, основана 21. августа 2018. године. Покрети који су учествовали у њеном оснивању су: Покрет слободних грађана, Зелена еколошка партија - Зелени, Шумадијска регија, Мађарски покрет и Коалиција Толеранција. 5. новембра исте године, Зелена еколошка партија - Зелени је иступила из коалиције. Повлачењем Саше Јанковића са чела Покрета слободних грађана у децембру 2018. године, коалиција је престала да постоји, а део чланица се утопио у ПСГ.

## Чланови блока
| Лого | Назив странке или покрета                                           | Лидер                  | Број народних посланика | Чланство         |
| ---- | ------------------------------------------------------------------- | ---------------------- | ----------------------- | ---------------- |
|      | Покрет слободних грађана                                            | Сергеј Трифуновић      | 0 / 250                 | 21. август 2018– |
|      | Мађарски покрет                                                     | Јене Маглаји           | 0 / 250                 | 21. август 2018– |
|      | Шумадијска регија                                                   | Ана Сантрач            | 0 / 250                 | 21. август 2018– |
|      | Коалиција Толеранција - Влашка народна странка - Странка Црногораца | Јасминко Хаџисалиховић | 0 / 250                 | 21. август 2018– |

### Бивше чланице
| Лого | Назив странке или покрета        | Лидер           | Број народних посланика | Чланство                            | Напомена                    |
| ---- | -------------------------------- | --------------- | ----------------------- | ----------------------------------- | --------------------------- |
|      | Зелена еколошка партија - Зелени | Дејан Булатовић | 0 / 250                 | 21. август 2018 — 5. новембар 2018. | Приступили Савезу за Србију |

## Позадина и формирање
До формирања овог блока је дошло паралелно и готово истовремено са настанком Савеза за Србију. Након градских избора у Београду 2018. године, странке и покрети чланови листе "Драган Ђилас - људи одлучују, Београд побеђује" су најпре најавили наставак сарадње и њено проширење на национални ниво, при чему су у коалицију позвани сви "истински опозициони покрети, странке и појединци". Према првобитним плановима, тај савез је требало да буде оформљен до 9. маја 2018. године. Међутим, током пролећних месеци долази до разлаза између Покрета слободних грађана Саше Јанковића и осталих делова коалиције. Наиме, Ђиласова платформа је подразумевала формирање широке коалиције, без идеолошке основе, чији би примарни циљ била смена власти Александра Вучића и Српске напредне странке. Са друге стране, Јанковић је инсистирао на заједничкој идеологији учесника коалиције, конкретно, да такав савез мора да има јасан проевропски став.
У том смислу, Покрету слободних грађана је Српски покрет Двери био неприхватљив за сарадњу. У почетку је Јанковић (примарно путем свог званичног "Твитер" налога) позивао опозицију да се "удружује, а не уједињује" (не прецизирајући шта би то могло да подразумева), да би касније ипак наговестио формирање сопственог блока.
Током летњих месеци, медији су спекулисали са ким ће Покрет слободних грађана формирати нову коалицију, при чему су углавном навођене странке про-европске оријентације, попут Социјалдемократске странке Бориса Тадића, покрета Доста је било Саше Радуловића, те Покрета центра (фракције која је напустила "Доста је било"). 
Ипак, на дан оснивања, ниједана од ових организација није била укључена у потписивање коалиционог споразума, већ су се Покрету слободних грађана придружиле мање локалне и мањинске странке и покрети. На истој седници, Јанковић је изабран за председника блока.

### Програмска начела
Неки од кључних елемената програма Грађанског блока 381 су садржана у тзв. "Договору 381" и представљају:
- Слобода човека, грађанско друштво и демократија
- Учлањење Србије у Европску унију
- Тржишна економија и социјална правда
- Хумана безбедност, нулта стопа толеранције за криминал и корупцију
- Еколошка држава
- Стварање услова за мирне, демократске и поштене изборе

## Назив
Према Јанковићевим речима, назив "381" је искоришћен, зато што представља међународни позивни број за Србију.

## Политичке активности
На осамнаесту годишњицу петооктобарских промена, блок је, паралелно са редовним протестом петком, отпочео акцију прикупљања грађанских потписа за смену председника Србије Александра Вучића. 
Представници коалиције су на састанку целокупне опозиције приступили радној групи за израду заједничке платформе о фер-изборима и медијској сцени у Србији. 
После повлачења Саше Јанковића из политике, коалиција је званично подржала нови талас протеста.

## Контроверзе
На конференцији за новинаре после оснивачке скупштине је истакнуто да програм "Грађанског блока 381" подразумева дозвољавање чланства Косова и Метохије у међународним организацијама, укључујући и оно у Уједињеним нацијама, али не и признање независности ове покрајине — што је став, који је у супротности са програмом Савеза за Србију. Реагујући на то, председник Демократске странке, Зоран Лутовац је истакао да такво становиште подразумева "непоштовање Устава Србије". Из блока су те тврдње одбацили и описали их као "опасне".
Значајан инцидент се догодио 31. августа 2018, када су симпатизери блока (примарно чланови и руководиоци Покрета слободних грађана) организовали до тада већ редовни протест испред Председништва Србије, на коме су мегафоном постављали различита питања од друштвеног интереса Александру Вучићу. Њих је тада вербално и физички напала група националиста, предвођена Мишом Вацићем и Симоном Спасићем. Поједине странке из Савеза за Србију су осудиле овај догађај.

У септембру 2018. године, Јанковић је изазвао буру на друштвеним мрежама међу сопственим бившим сарадницима и симпатизерима, и то због интервјуа датом "Недељнику" у коме је тешким речима одговорио на критике глумца Николе Која (који је претходно био члан ПСГ-а и учествовао у Јанковићевој председничкој кампањи). Он је, реагујући на питање у вези са честим напуштањима Покрета слободних грађана, јасно имплицирајући на Коју изјавио: 
Један глумац, елоквентан дозлабога и морална громада сачекује ме на сваком ћошку и чим види прилику, сручује на мене своју гомилу талента. Када је почео, добио је емитовање свог редитељског првенца на режимској националној ТВ фреквенцији (алузија на Прву ТВ). Пауза, нови напор — ето му и серије. Са срећом му било, ја нисам део стада (алузија на филм "Стадо"). Ово није место ни време за позере.
Дана 6. децембра исте године, на различитим порталима и друштвеним мрежама је контроверзе изазвала колумна члана председништва ПСГ-а Зорана Хамовића написана у недељнику "Време", у којој је тумачио ревизионистичку књигу "Радни логор Јасеновац" хрватског историчара Игора Вукића, која је већ изазвала контроверзе широм света због релативизације злочина начињених у логору у Јасеновцу током Другог светског рата. Хамовић је, у контроверзном чланку, написао:
Једну од најосетљивијих и никад расправљених тема у српско-хрватским односима — Јасеновац — подстакло је објављивање пред овогодишње Интерлибер студије Иве Голдштајна "Јасеновац" у издању "Фрактуре", чији рецензент Горан Хутинец наводи да аутор доказује да "јасеновачко зло није необјашњиво и наднаравно, већ резултат свјесних одлука и дјеловања обичних, можда и баналних особа сврстаних у расистички и отворено злочиначки сустав", и књиге "Радни логор Јасеновац", у издању накладе "Павичић", у којој Игор Вукић, публициста, политиколог, хладни истраживач, посве предан чињеницама, да је свој допринос другачијем разумевању логорске установе и њеног деловања.

### Прелазак Зелене еколошке партије у Савез за Србију
Дана 5. новембра 2018, Зелена еколошка партија - Зелени, један од оснивача коалиције, издала је саопштење да напушта Блок 381, због "непомирљивих ставова између ЗЕП-а и извесне друге чланице коалиције". У саопштењу је наведено да актуелна власт остаје противник ЗЕП-а уз изражену наду да ће наставити сарадњу са Сашом Јанковићем и Покретом слободних грађана. Касније је председник ове партије, Дејан Булатовић, потврдио да ће Зелени највероватније приступити Савезу за Србију, што се и остварило 4. децембра, а формализовано је 23. јануара наредне године.

## Повлачење Саше Јанковића
Дана 17. децембра 2018. године, у јеку опозиционих протеста, Саша Јанковић је објавио да се повлачи са места председника Покрета слободних грађана и Грађанског блока 381, као и из активног политичког живота. Навео је да остаје обичан члан свог покрета, додајући да не жели да дели опозиционо јавно мњење, али да му осећај одговорности и искрености не дозвољава да "учествује у замени једне грешке другом". Ипак, један дан по избору наредног председника ПСГ-а, Јанковић је напустио сопствени покрет 27. јануара 2019. године.
Глумац Сергеј Трифуновић је тријумфовао на изборима и постао председник ПСГ-а 26. јануара. 
У наредним данима и недељама, он је испред ПСГ-а приступио Условима о фер-изборима и медијској сцени, те новом, целокупнијем Споразуму са народом, који је потписала већина опозиционих странака и покрета.
С обзиром на то да од Јанковићевог одласка из политике није било званичног деловања у капацитету ГБ 381 (чак није изабран ни нови председник блока), остала је нејасна судбина ове коалиције.
Известан број чланова ПСГ-а је, по Трифуновићевом избору, напустио покрет и крајем фебруара основао Грађански демократски форум.
На званичној веб-страни Покрета слободних грађана, веб-линк, који је некада водио ка тексту "Договора 381", више није активан.